# Роїння (медоносні бджоли)

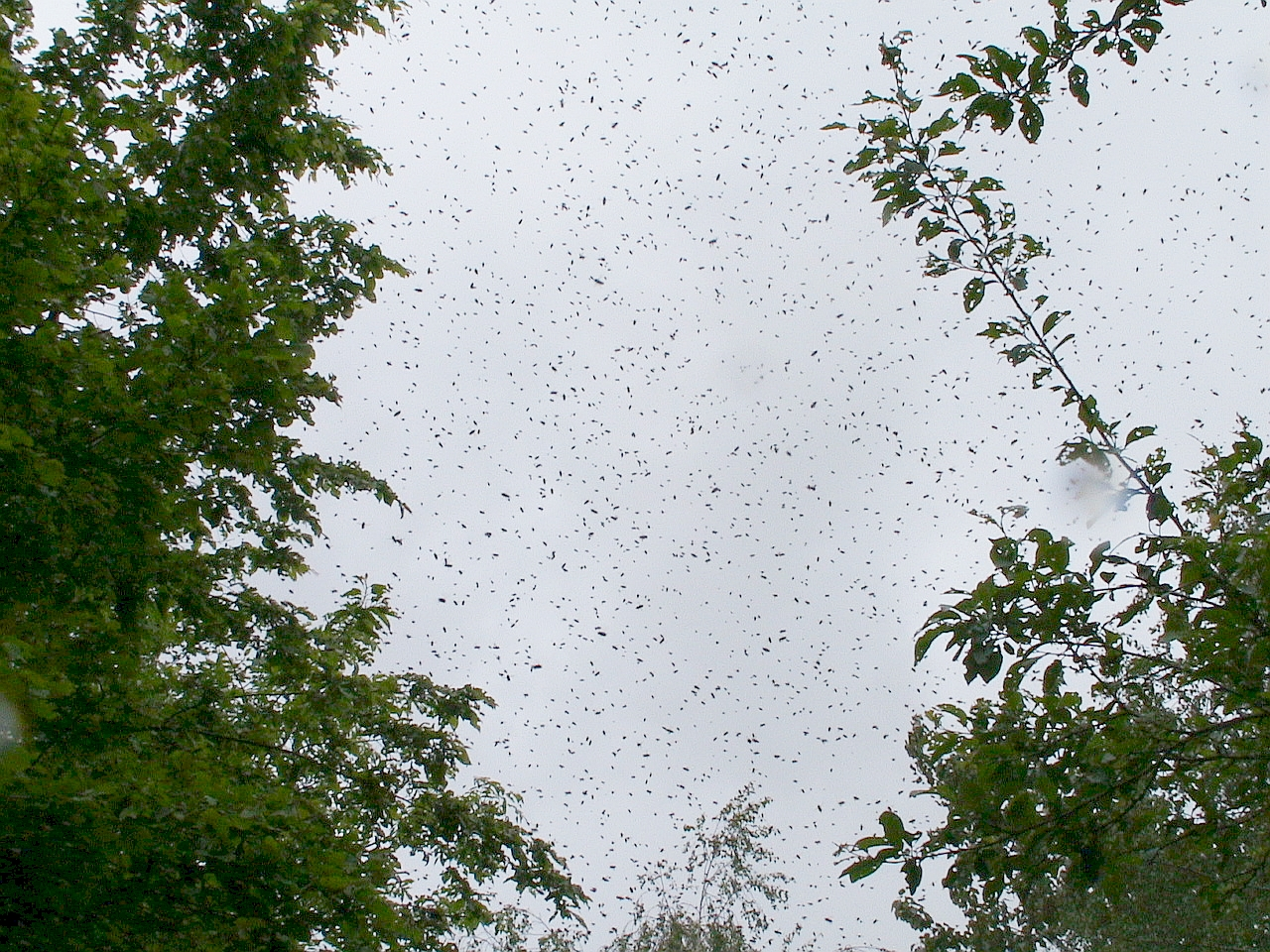
Рій збирається над землею

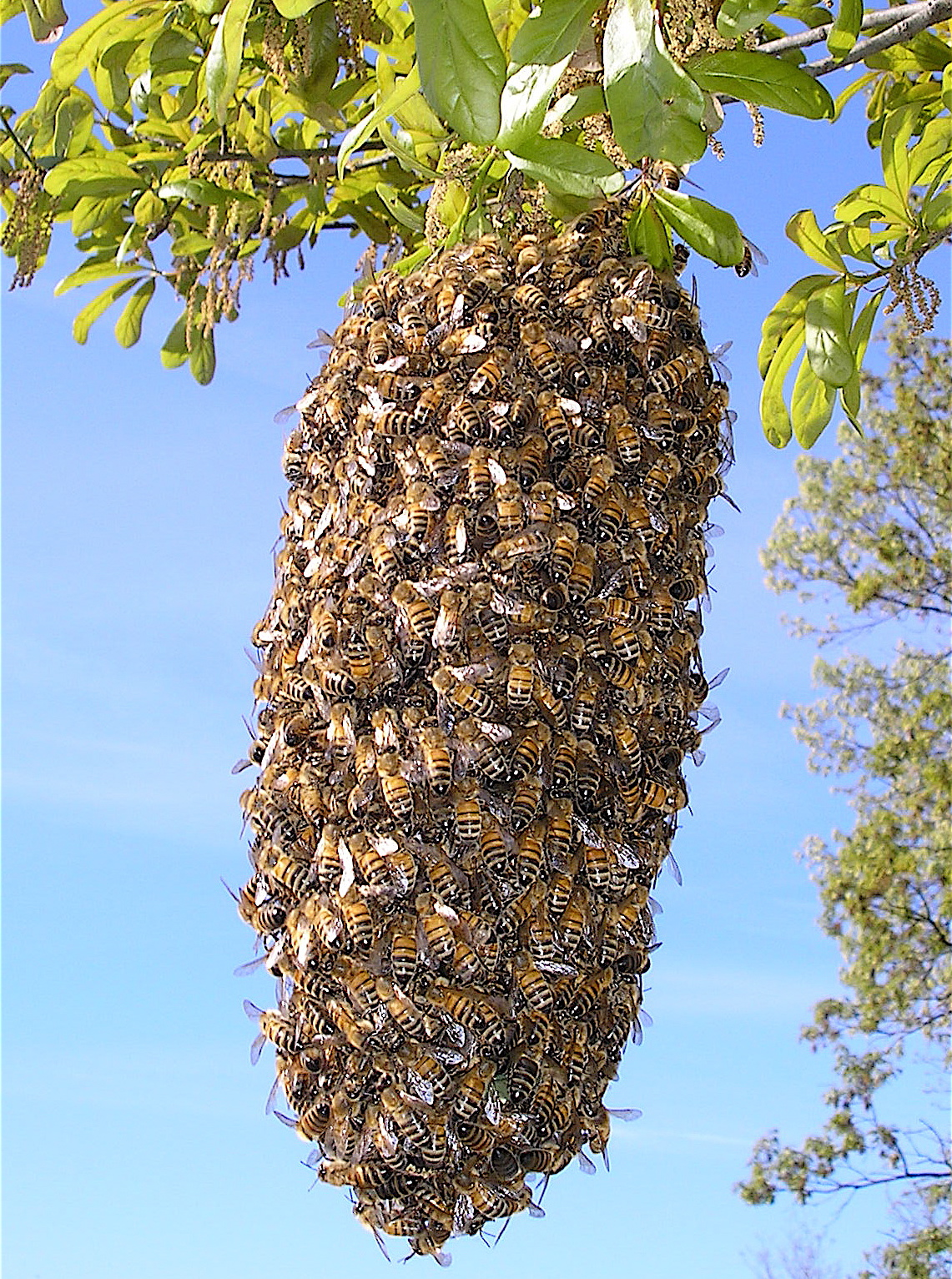
Бджолиний рій осів на гілці дерева.

Роїння — процес розмноження бджолиної сім'ї, коли формується нова колонія із матки та великої кількості робочих бджіл. Із роєм-перваком вулик покидають до 60 % робочих бджіл зі старою маткою. Такий рій може складатися від тисячі до десяти тисяч бджіл. В основному роїння — це сезонне явище, і в певній місцевості може тривати два-три тижні, але іноді період роїння може перетинатися із виробничим сезоном. Після першого рою через тиждень може вилетіти й другий, так званий рій-вторак, але це трапляється значно рідше. Зазвичай наступний рій значно менший, і в ньому може бути одна або більше незапліднених маток. Іноді бджолина сім'я продовжує роїтися допоки у вулику практично не залишиться бджіл.
Роїння — природний процес розмноження бджолиних колоній. В результаті з однієї утворюються дві, або більше сім'ї. Ентомологи відносять бджолину сім'ю до суперорганізмів. Сім'я із маткою потребують житло певного розміру для існування. Відокремлені від колонії матка, робоча бджола або трутень нездатні жити протягом тривалого часу.

## Підготовка

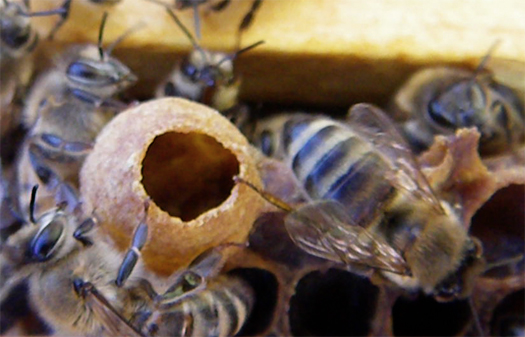
Мисочка маточника

Робочі бджоли створюють мисочки маточників протягом всього року. Коли вулик готується до роїння, матка відкладає яйця у мисочки. Нові матки підростають, і вулик буде готовий зроїтися як тільки маточники будуть запечатані, але перед тим, як матки вийдуть із маточників. Матка не здатна літати на довгі відстані в період відкладання яєць. Тому робочі бджоли перестають годувати матку спеціальним кормом, щоб перед вильотом рою вона повністю перестала відкладати яйця. Рої-перваки вилітають зі старою маткою, яка на новому місці проживання швидко відновлює відкладання яєць. Кожен наступний рій  буде вже із незаплідненою маткою (іноді кількома, але після запліднення все одно залишається лише одна). Цей момент у роїнні призводить до перерви у звичному циклі вирощування розплоду. Також під час підготовки до роїння бджоли-розвідниці розшукують поблизу місце для поселення майбутньої колонії. Коли рій виходить із вулика, він спочатку не відлітає далеко. Бджоли можуть збиратися на дереві або на гілці всього в кількох метрах від материнського вулика. Там вони збираються в грону навколо матки і розсилають 20-50 бджіл-розвідниць щоб відшукати найпридатніше нове житло. Ця проміжна зупинка не стає постійним місцем проживанні, і рій залишить його через кілька годин, до майбутнього постійного місця проживання. Саме в цей момент рій остаточно визначається із житлом, вибір залежить від танців бджіл-розвідниць. Надзвичайно рідко, але рій може залишатися в проміжній точці понад три дні.
Роїння — вразливий час в житті медоносних бджіл. Продуктовий запас рою складається тільки із нектару або меду, який кожна бджола запасає у своєму зобику. Рій буде голодувати, якщо бджоли швидко не знайдуть собі нове житло та джерело нектару. Так зазвичай трапляється весною із ранніми роями, коли рій вилітає теплої днини, а потім різко настає холодна дощова погода. Залишок колонії навіть після виходу одного, або більшої кількості роїв, все одно залишаються добре забезпечені харчами, але нова матка може втратитися, бути знищеною хижаками під час шлюбних польотів, або погана погода може завадити її вильоту для спарювання із трутнями (якщо матка не спариться вчасно із трутнями, вона втрачає таку здатність, і надалі зможе відкладати тільки незапліднені яйця, з яких виходять лише трутні). В таких випадках сім'я не має достатньо молодого розплоду, щоб виростити собі нову матку — сім'я приречена на загибель.
Схильність до роїння відрізняється у різних порід медоносної бджоли. Найвища - у європейської темної, найнижча у карпатської, бакфастів та сірої гірської кавказької.
В основному, слабкі бджолині сім'ї не рояться, поки не наростять достатньої популяції бджіл. Слабкими бджолині сім'ї можуть бути в результаті поганого догляду, надмірної концентрації на даній території, слабкої медоносної бази, захворювань, нашестя шкідників; або через стару матку, або матку поганої якості, яка відкладає малу кількість яєць.

## Вибір місця для заселення

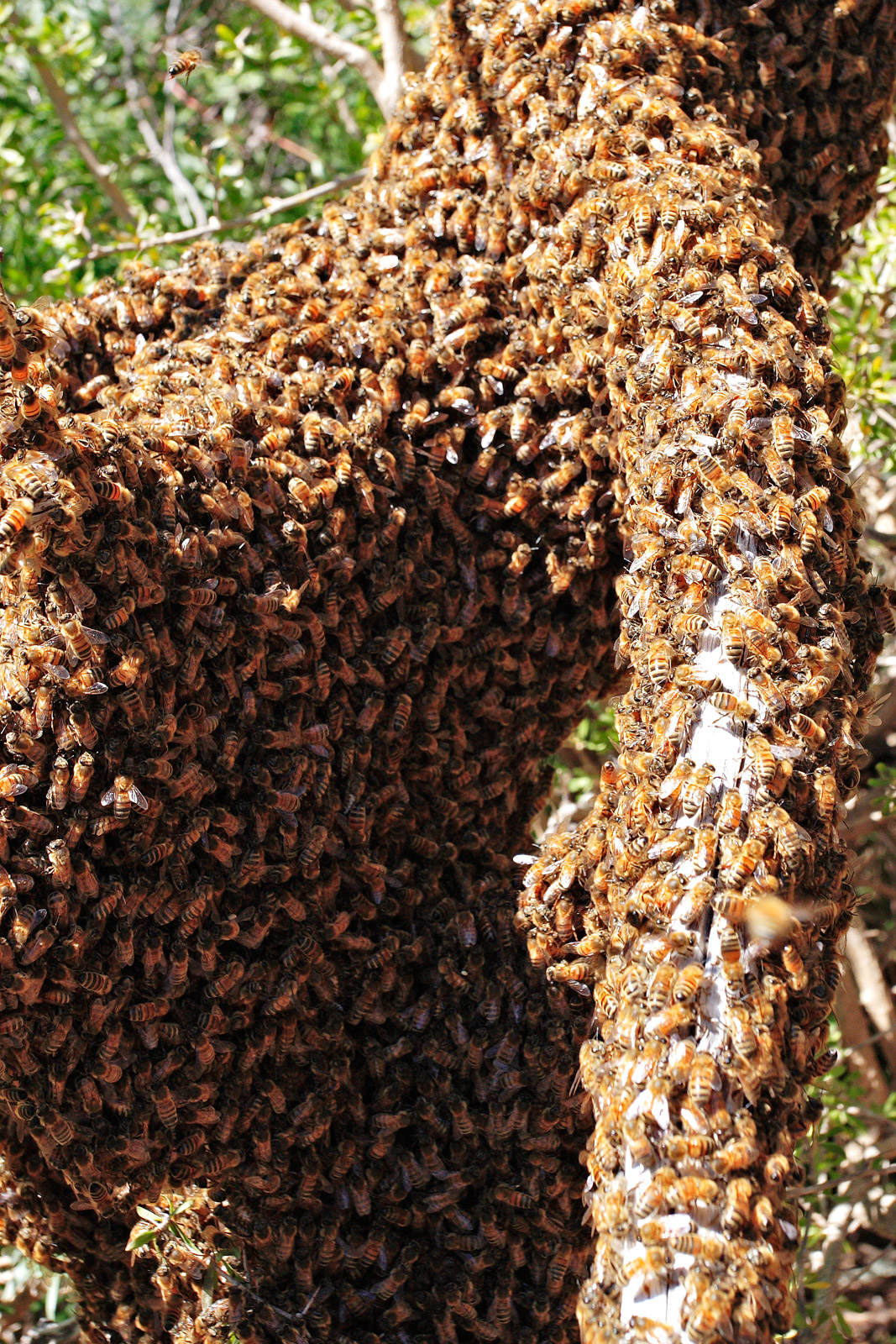
Бджолиний рій зібрався на колоді

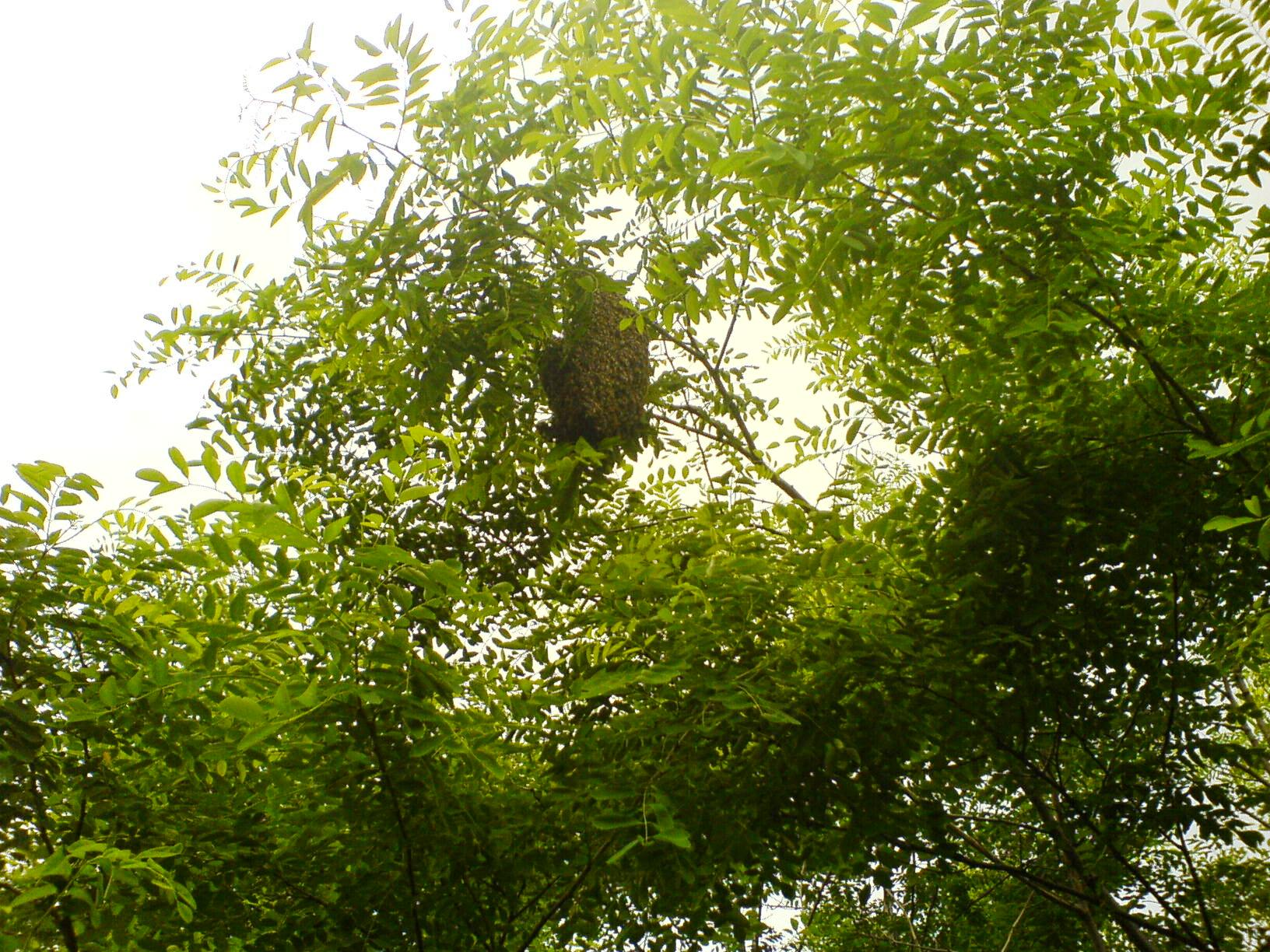
Бджолиний рій зібрався високо на дереві

Бджоли розвідниці — це найдосвідченіші збиральниці у сім'ї. Кожна розвідниця повертається до рою, і пропонує місце, яке вона знайшла. Для заохочення інших бджіл розвідниці використовують танець, який вказує напрямок та відстань до знайденого житла. Чим більш схвильована вона від своєї знахідки, тим більш збуджений її танець. Спочатку різні розвідниці пропонують різні місця. Якщо якійсь із розвідниць вдається переконати інших у своєму виборі, ті знімаються, летять до вказаного об'єкту і досліджують його. Вони повертаються, і також пропонують це місце, якщо воно їм сподобалося. Після кількох годин, а іноді навіть і днів, в процесі дискусії вибирається остаточне місце для майбутнього житла. Через те, що меду, який бджоли набрали в зобики, вистачить не більше, ніж на три дні, бджолам потрібно достатньо швидко вибирати остаточне місце для свого майбутнього житла. Тому бджоли остаточно вирішують це питання, коли 80 % розвідниць погоджуються. По тому рій здіймається і летить до обраного місця. Рій може пролетіти більше одного кілометру до нового місця. Таке колективне прийняття рішення виявляється найуспішнішим у виборі нового місця проживання, та забезпечення безпеки нового житла. Хороше житло для рою повинно бути достатньо просторим для поселення сім'ї і її гарного розвитку в майбутньому (має бути близько 15-ти літрів), бути добре захищеним від несприятливих умов середовища, добре прогріватися сонячним теплом і не бути зараженим мурашками.

## Бджільництво

### Керування роїнням
Протягом першого року життя матки бджолина сім'я не схильна до роїння, хіба що вулик буде перенаселений. Але вже на другу весну складається враження, що у бджіл вмикається запрограмоване роїння. Без «протиройових заходів» пасічника на другий рік життя бджолина сім'я знову може «випустити» рій-первак, а також від одного до п'яти наступних роїв. Стара матка відлетить із першим роєм, наступні рої, та сім'я, будуть уже із молодими незаплідненими матками.
У бджільництві вважається гарною практикою зменшувати роїння. Після роїння сім'я виснажується, а відсутність розплоду протягом певного часу відкидає назад сім'ю у розвитку, що призводить до втрати продуктивного сезону. Для уникнення цього використовуються кілька методик. Застосування цих методик призводить до втрати більш енергійного поділу. Пасічники контролюють ройовий стан до природного ройового сезону. Вони можуть видаляти рамки із закритим розплодом для створення відводку (нуклеусу або нової сім'ї), або струшувати молодих бджіл (із рамок із розплодом) в безрамкові пакети на продаж.
Пасічники намагаються контролювати роїння і утримувати розмноження бджіл в контрольованій формі, наприклад «розділенням вулика», або формуючи «відводок».

### Методи контролю роїння
Пасічники, які не бажають зменшення кількості робочих сімей використовують один або більше методів контролю роїння. Більшість методів імітують роїння, щоб погасити ройовий настрій.
- Відрізати одне крило матці. Коли одне крило старої матки відрізане, це не перешкоджає виходу рою із вулика, але оскільки матка нездатна до польоту, рій збирається прямо на своєму вулику, де його легко зібрати. Хоча цей метод не вважається методом попередження роїння, але завдяки йому легко відшукати та зібрати рій.
- За методом Демарі, рамки із закритим розплодом та старою маткою видаляють із вулика. Їх поміщають у порожній вулик, додають кілька порожніх сушників, і встановлюють на місце старого вулика. Магазинний корпус (або другий такий же) додається на основний корпус і потім встановлюється піддашок (суцільна перегородка, встановлюється над рамками, а потім корпус накривається дахом). Вихідний вулик оглядається на наявність маточників і їх всіх знищують. Цей корпус, із максимальною кількістю бджіл ставиться над новоствореним вуликом. Льотні бджоли будуть повертатися до нижнього відділення, зменшуючи кількість бджіл у верхньому. Через сім-десять днів обидва відділення знову оглядаються, і якщо з'явилися маточники, їх знову знищують. Через певний проміжок часу ройовий настрій згасає, і розділені частини можна об'єднувати.
- Просто тримати розплідне гніздо просторим. При підготовці до роїння бджоли заповнюють всі вільні від розплоду комірки медом. Матка зменшує відкладання яєць і зменшується її вага, після цього вона може літати. Незайняті бджоли-годувальниці готові летіти із нею. Суть методу полягає в тому, щоб розширювати розплідну частину гнізда і створювати там проміжки, незайняті бджоли зі свити матки включаються в роботу по відновленню цілісності гнізда і відбудовують нові стільники, звільняючи місце, щоб матка могла відкладати яйця. Є кілька варіацій, як це зробити: підставити між рамками із розплодом порожні відбудовані стільникові рамки, рамки із вощиною, або перемістити рамки із розплодом в корпус, який розташований над розплідним корпусом, чим значно розширюється вуликовий простір.
- Розбивка по секціях. Пізньої зими рамки переносять над розплідною частиною гнізда.  Рамки над гніздовою частиною чергуються, між повномедними рамками вміщують відтягнуті щільники, або й навіть просто з вощиною. Вважається, що сім'ї, які добре забезпечені харчовими запасами мають схильність до роїння. Секційна розбивка рамок із медом руйнує у бджіл почуття, що сім'я забезпечена запасами в достатній кількості.

Крім вищевказаних методик пасічники також користуються ройовими пастками, із феромонними приманками на основі феромона Насонова.

### Ловіння Рою

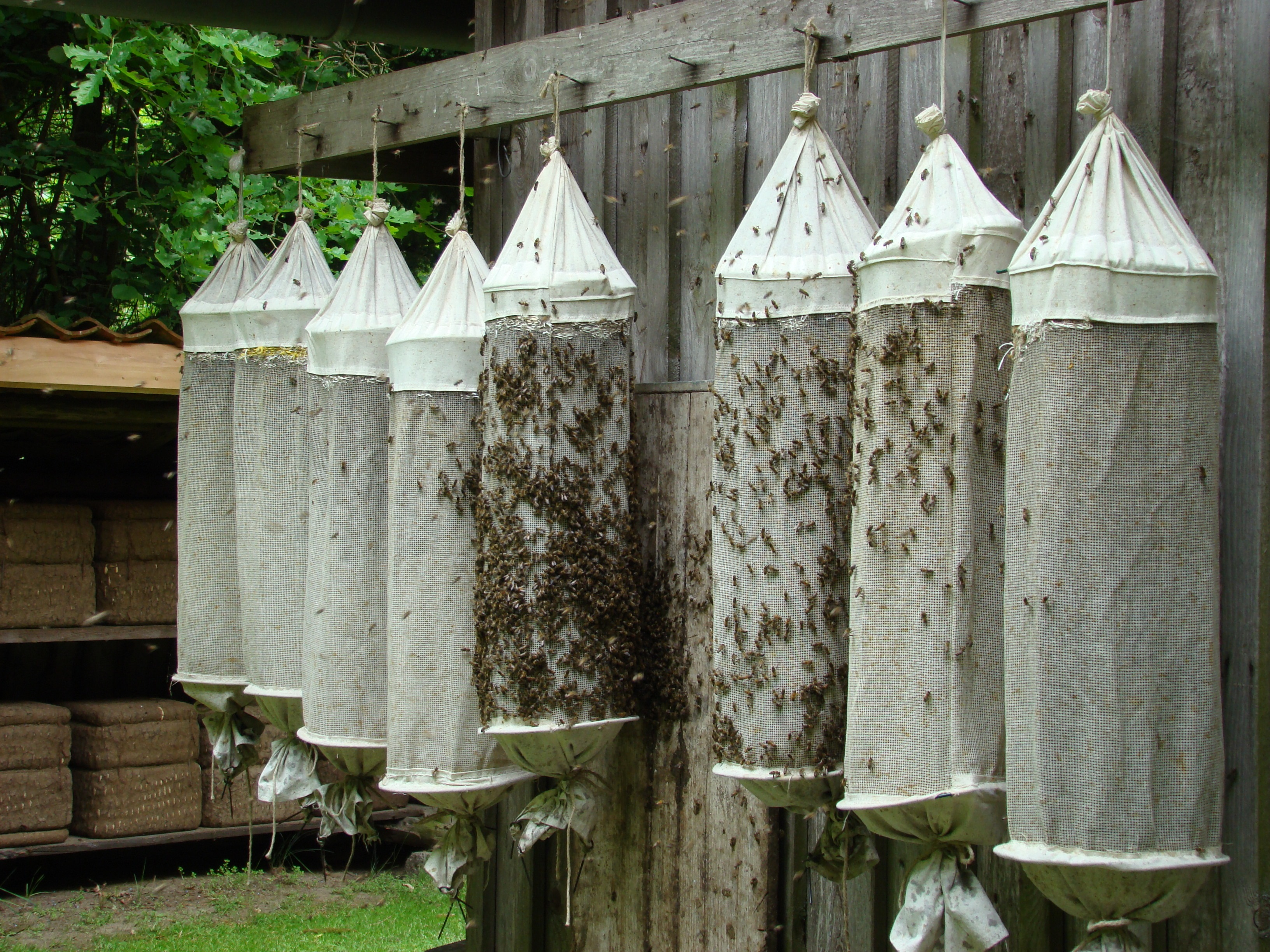
Ройові мішки зі спійманими роями на паркані.

Процес, коли бджолярі збирають і переносять до свого вулика рій зі своєї пасіки, або «чужий» (часто інших пасік, але іноді й «диких» бджіл)  називається «ловіння рою». Більшість пасічників знімуть бджолиний рій за невелику плату, або й зовсім безкоштовно, якщо вони живуть поруч. Для зняття рою українські пасічники або струшують в підвішену під роєм роївню (якщо той осів на досить тонкій гілці), або на жердині підносять до рою стару рамку, і бджоли поступово переходять на рамку, яку спускають і бджіл струшують у роївню. Найголовніше, щоб із роєм в роївню потрапила матка, це визначається за поведінкою бджіл: якщо матка всередині, вони досить швидко заспокоюються і роївню можна переносити в прохолодне приміщення. Деякі пасічники для зняття рою успішно використовують «бджолиний пилосос». Досвідченими пасічниками бджолиний рій збирається практично без втрат. Знищення рою використовується вкрай рідко, і за звичайних умов не варто переживати за бджіл, якщо рій можна легко зняти.
Є кілька методів, щоб зловити рій. Коли рій вперше осідає і утворює гроно, його легко зловити в спеціальну коробку, або нуклеусний вулик. Один із методів можна використовувати в сонячний день, коли рій осів на нижній гілці або на невеликому дереві. На землю під роєм розстеляють біле полотно, потім під гроно рою встановлюють нуклеусний вулик або переносну коробку. Бджіл обприскують цукровим сиропом і після цього струшують його із гілки. Основна маса рою, буде добре, якщо із маткою, впаде на біле полотно і бджоли будуть швидко переміщатися до найближчого темного місця, яким буде відкрита роївня. Бджоли організовано прямують у відкриту коробку, і вже через 15 хвилин майже всі вони будуть всередині. Даний метод не спрацює в темну пору.
Якщо рій  осів надто високо, і під нього проблематично розмістити полотно або нуклеусний вулик, тоді підвішують сапетку над роєм, і легким димом зганяють бджіл до кошика. Дим не рекомендується використовувати для заспокоєння осілого рою. На ройових бджіл він впливає із протилежним ефектом: бджоли хвилюються, здіймаються із рою, і літають замість того, щоб спокійно сидіти.
Інколи найкращий вихід з ситуації - спиляти гілляку або ціле дерево.

### Людська поведінка

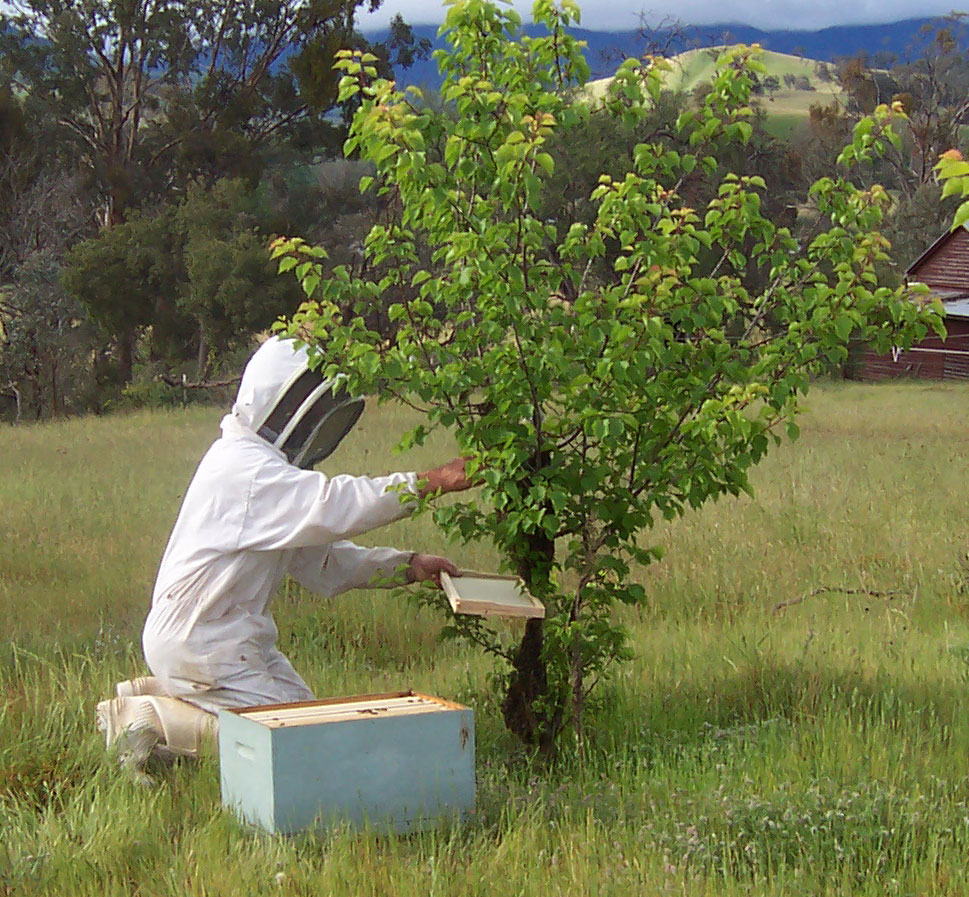
Пасічник збирає рій.

Бджолиний рій іноді лякає людей, хоча зазвичай бджоли не агресивні на даному етапі свого життя. Основна причина — відсутність розплоду, який бджоли готові захищати понад усе, а також тому, що вони більш за все зацікавлені в пошуках нового житла для їхньої матки. Але це не означає, що бджоли не атакуватимуть при загрозі їхній колонії. Крім того, бджоли зазвичай рояться не так часто, в період протягом 2-3-х тижнів, і в сонячні теплі дні. Людина, яка стикається із роєм вперше, може відчувати тривожні почуття.